# دشنو (استان اشوی‌داشکسیه)
دشنو (به لهستانی: Deszno) یک منطقهٔ مسکونی در لهستان است که در گمینا ناگووویتسه واقع شده‌است.